# Дикран несправжній
Дикран несправжній (Dicranum spurium) — вид листостеблових мохів родини дикранові (Dicranaceae).

## Поширення
Вид поширений в арктичному та альпійському поясах у Європі та Північній Америці. Росте навколо дерев у соснових лісах на ґрунті, серед каміння або перегною у вологих місцях, інколи на болотах з помірною кислотністю.

## Опис
Dicranum spadiceum утворює щільний зелений або жовтувато-коричневий килим. Талом заввишки до 11 см з слабкими ризоїдами.